# Aleksandr Its
Aleksandr Rudólfovich Its (en ruso: Алекса́ндр Рудо́льфович И́тс; Leningrado, Unión Soviética, 1 de enero de 1952) es un matemático ruso, catedrático de matemáticas en la Universidad de Indiana. Completó su doctorado en la Universidad Estatal de San Petersburgo, entonces Universidad de Leningrado, en 1977. Tras ello, continuó su carrera convirtiéndose en profesor del Instituto Steklov en San Petersburgo antes de pasar a ser profesor en su alma mater. Permaneció allí hasta 1993, momento en que se trasladó a la Universidad de Indiana. Su investigación se centra en sistemas integrables, estudiando análisis asintótico de modelos matriciales usando métodos de Riemann-Hilbert e isomonodromía, análisis asintótico de funciones de correlación relacionados con aspectos de operadores de Toeplitz y Fredholm teóricos, y teoría de ecuaciones diferenciales ordinarias y en derivadas parciales integrables de tipo KdV y Painlevé.
Entre los premios obtenidos por Its a lo largo de su carrera se cuenta el premio de la Sociedad Matemática de Moscú (1976), el premio de la Sociedad Matemática de Leningrado (1981), la beca Hardy de la London Mathematical Society (2002), la beca Batsheva de Rothschild de la Academia Israelí de Ciencias y Humanidades (2009), y la beca de la American Mathematical Society (2012). En 2012 tuvo lugar en su honor una conferencia sobre sistemas integrales y matrices aleatorias en el Instituto Henri Poincaré en París.